# Sveriges miljömål
Sveriges miljömål är ett miljömålssystem som består av ett generationsmål, 16 miljökvalitetsmål samt ett antal etappmål. Syftet med målen är att bidra till genomförandet av den ekologiska dimensionen av de globala hållbarhetsmålen. Miljömålssystemet antogs av Sveriges riksdag 1999.
Den 28 april 1999 fastställde Sveriges riksdag de första 15 miljökvalitetsmålen samt generationsmålet. Då preciserades ett antal delmål till varje miljökvalitetsmål, men dessa ersattes 2010 av så kallade etappmål. Den 25 november 2005 tillkom det 16:e miljökvalitetsmålet Ett rikt växt- och djurliv med inriktning mot biologisk mångfald. Miljömålsberedningen är ansvarig för att lämna förslag till regeringen om hur Sveriges miljömål kan uppnås. Dagens Nyheter har i slutet av 2020 rapporterat om att 15 av de 16 målen kommer att missas.

## Målen

### Miljökvalitetsmålen
När miljökvalitetsmålen beslutades bestämde man att de ska vara uppnådda inom en generation, vilket preciserades till år 2020, utom för målet Begränsad klimatpåverkan, där målåret sattes till 2050. Sedan årtalet 2020 passerats följer man upp miljömålen mot år 2030. 
Varje miljökvalitetsmål har preciseringar, som förtydligar målet och används i det löpande uppföljningsarbetet av målet. 
1. Begränsad klimatpåverkan
Halten av växthusgaser i atmosfären ska i enlighet med FN:s ramkonvention för klimatförändringar stabiliseras på en nivå som innebär att människans påverkan på klimatsystemet inte blir farlig.
Målet ska uppnås på ett sådant sätt och i en sådan takt att den biologiska mångfalden bevaras, livsmedelsproduktionen säkerställs och andra mål för hållbar utveckling inte äventyras.
Sverige har tillsammans med andra länder ett ansvar för att det globala målet kan uppnås. 
2. Frisk luft
Luften ska vara så ren att människors hälsa samt djur, växter och kulturvärden inte skadas.
3. Bara naturlig försurning
De försurande effekterna av nedfall och markanvändning ska underskrida gränsen för vad mark och vatten tål. Nedfallet av försurande ämnen ska inte heller öka korrosionshastigheten i markförlagda tekniska material, vattenledningssystem, arkeologiska föremål och hällristningar.
4. Giftfri miljö
Förekomsten av ämnen i miljön som har skapats i eller utvunnits av samhället ska inte hota människors hälsa eller den biologiska mångfalden. Halterna av naturfrämmande ämnen är nära noll och deras påverkan på människors hälsa och ekosystemen är försumbar. Halterna av naturligt förekommande ämnen är nära bakgrundsnivåerna.
5. Skyddande ozonskikt
Ozonskiktet ska utvecklas så att det långsiktigt ger skydd mot skadlig UV-strålning.
6. Säker strålmiljö
Människors hälsa och den biologiska mångfalden ska skyddas mot skadliga effekter av strålning.
7. Ingen övergödning
Halterna av gödande ämnen i mark och vatten ska inte ha någon negativ inverkan på människors hälsa, förutsättningar för biologisk mångfald eller möjligheterna till allsidig användning av mark och vatten.
8. Levande sjöar och vattendrag
Sjöar och vattendrag ska vara ekologiskt hållbara och deras variationsrika livsmiljöer ska bevaras. Naturlig produktionsförmåga, biologisk mångfald, kulturmiljövärden samt landskapets ekologiska och vattenhushållande funktion ska bevaras, samtidigt som förutsättningar för friluftsliv värnas.
9. Grundvatten av god kvalitet
Grundvattnet ska ge en säker och hållbar dricksvattenförsörjning samt bidra till en god livsmiljö för växter och djur i sjöar och vattendrag. 
10. Hav i balans samt levande kust och skärgård
Västerhavet och Östersjön ska ha en långsiktigt hållbar produktionsförmåga och den biologiska mångfalden ska bevaras. Kust och skärgård ska ha en hög grad av biologisk mångfald, upplevelsevärden samt natur- och kulturvärden. Näringar, rekreation och annat nyttjande av hav, kust och skärgård ska bedrivas så att en hållbar utveckling främjas. Särskilt värdefulla områden ska skyddas mot ingrepp och andra störningar.
11. Myllrande våtmarker
Våtmarkernas ekologiska och vattenhushållande funktion i landskapet ska bibehållas och värdefulla våtmarker bevaras för framtiden.
12. Levande skogar
Skogens och skogsmarkens värde för biologisk produktion ska skyddas samtidigt som den biologiska mångfalden bevaras samt kulturmiljövärden och sociala värden värnas. För att bevara näringsstatus är strävan att graden askåterföring ska ökas.
13. Ett rikt odlingslandskap
Odlingslandskapets och jordbruksmarkens värde för biologisk produktion och livsmedelsproduktion ska skyddas samtidigt som den biologiska mångfalden och kulturmiljövärdena bevaras och stärks.
14. Storslagen fjällmiljö
Fjällen ska ha en hög grad av ursprunglighet vad gäller biologisk mångfald, upplevelsevärden samt natur- och kulturvärden. Verksamheter i fjällen ska bedrivas med hänsyn till dessa värden och så att en hållbar utveckling främjas. Särskilt värdefulla områden ska skyddas mot ingrepp och andra störningar.
15. God bebyggd miljö
Städer, tätorter och annan bebyggd miljö ska utgöra en god och hälsosam livsmiljö samt medverka till en god regional och global miljö. Natur- och kulturvärden ska tas till vara och utvecklas. Byggnader och anläggningar ska lokaliseras och utformas på ett miljöanpassat sätt och så att en långsiktigt god hushållning med mark, vatten och andra resurser främjas. 
16. Ett rikt växt- och djurliv
Den biologiska mångfalden ska bevaras och nyttjas på ett hållbart sätt, för nuvarande och framtida generationer. Arternas livsmiljöer och ekosystemen samt deras funktioner och processer ska värnas. Arter ska kunna fortleva i långsiktigt livskraftiga bestånd med tillräcklig genetisk variation. Människor ska ha tillgång till en god natur- och kulturmiljö med rik biologisk mångfald, som grund för hälsa, livskvalitet och välfärd.

### Generationsmålet
Generationsmålet är ett inriktningsmål som lyder
"Det övergripande målet för miljöpolitiken är att till nästa generation lämna över ett samhälle där de stora miljöproblemen är lösta, utan att orsaka ökade miljö- och hälsoproblem utanför Sveriges gränser."
Generationsmålets sju så kallade strecksatser förtydligar målets innebörd och visar vad miljöpolitiken ska fokusera på, nämligen att:
- Ekosystemen har återhämtat sig, eller är på väg att återhämta sig, och deras förmåga att långsiktigt generera ekosystemtjänster är säkrad.
- Den biologiska mångfalden och natur- och kulturmiljön bevaras, främjas och nyttjas hållbart.
- Människors hälsa utsätts för minimal negativ miljöpåverkan samtidigt som miljöns positiva inverkan på människors hälsa främjas.
- Kretsloppen är resurseffektiva och så långt som möjligt fria från farliga ämnen.
- En god hushållning sker med naturresurserna.
- Andelen förnybar energi ökar och energianvändningen är effektiv med minimal påverkan på miljön.
- Konsumtionsmönstren av varor och tjänster orsakar så små miljö- och hälsoproblem som möjligt.

### Etappmålen
Etappmålen är tidsatta mål som pekar ut viktiga steg i den samhällsomställning som krävs för att generationsmålet och miljökvalitetsmålen ska kunna nås.
Sommaren 2023 finns 20 aktuella etappmål inom områdena Avfall (3 etappmål), Begränsad klimatpåverkan (5), Cirkulär ekonomi (1), Farliga ämnen (4), Hållbar stadsutveckling (4), Luftföroreningar (1) och Minskat matsvinn (2).

## Nationella, regionala och lokala mål
Riksdagen beslutar om generationsmål och miljökvalitetsmålen. Etappmålen fastställs som huvudregel av regeringen, men etappmål av stor vikt eller komplexitet kan beslutas av riksdagen. Länsstyrelserna har ansvar för regional anpassning av mål, regionala åtgärder för det egna länet samt följer upp hur det går. Många kommuner tar även fram egna lokala mål och åtgärder.

## Uppföljning av målen
Både på nationell och regional nivå följs målen upp årligen, med en bedömning av om målet kommer att nås i tid och hur utvecklingen ser ut. Som underlag för bedömningar används bland annat en stor mängd indikatorer. 
Den regionala årliga uppföljningen genomförs av länsstyrelserna och Skogsstyrelsen och är underlag till den nationella uppföljningen. Länsstyrelsernas miljömålsuppföljning samordnas av RUS, Regional utveckling och samverkan i miljömålssystemet. Länens senaste regionala miljömålsuppföljning finns publicerad på RUS webbplats.
Den 25 december 2020 rapporterar Dagens Nyheter om att 15 av de 16 målen kommer att missas.

## Fördjupad utvärdering av miljömålen
År 2019 lämnade Naturvårdsverket en fördjupad utvärdering, den femte i sitt slag, av miljömålen och generationsmålet till regeringen. Den togs fram i samverkan med övriga myndigheter som har ansvar för miljömål. I utvärderingen dras slutsatsen att 1 av de 16 miljökvalitetsmålen kommer att uppnås och att mer behöver göras för att nå miljökvalitetsmålen. De ansvariga myndigheterna presenterar i utvärderingen 18 åtgärds- och styrmedelsförslag på hur Sveriges miljöpolitik bör ändras för att målen ska kunna uppnås.
Den senaste fördjupade utvärderingen överlämnades i januari 2023. Utvärderingen visar på framsteg inom flera områden, men i många fall är utvecklingen negativ. Naturvårdsverket föreslår att regeringen ska prioritera klimat och biologisk mångfald. Fyra av 16 miljökvalitetsmål nås eller är nära att nås: Frisk luft, Giftfri miljö, Skyddande ozonskikt och Säker strålmiljö. Övriga tolv miljökvalitetsmål nås inte. Ett stort antal myndigheter har deltagit i arbetet med att ta fram förslag och underlag till den fördjupade utvärdering av Sveriges miljömål.

## Åtgärdsuppföljning
Genomförandet av de regionala åtgärdsprogram för miljömålen som finns i olika län följs till stor del upp på Åtgärdswebben för miljömålen.